# مهرجان شبيب للثقافة والفنون
مهرجان شبيب للثقافة والفنون مهرجان ثقافي / فني، منبثق عن جمعية شبيب للثقافة والفنون والتي هي جمعية غير ربحية. كانت انطلاقة المهرجان الأولى عام 1995 بفعاليات ثقافية وفنية محلية في معظمها وخاصة أن المهرجان أقيم بمناسبات وطنية عزيزة على الأردنيين والعرب، وجمع برنامج المهرجان ما بين فن الغناء والطرب والمسرح والفنون التشكيلية والشعر والحرف اليدوية وغيرها.

## أهداف المهرجان
تم اختيار اسم شبيب ليذكر الأردنيين والعرب بـ «قصر شبيب» التاريخي والواقع في مدينة الزرقاء، والذي يعتبر علامة حضارية بارزة، ويهدف المهرجان إلى:
- المساهمة في تطوير الثقافة والعمل على تعزيز الروابط مع الهيئات الثقافية المتشابهة محلياً وعربياً ودعم العمل الثقافي الجماعي.
- إظهار الدور الحضاري والإبداعي للتراث الأردني عربياً إنسانياً.
- رعاية وإنتاج الأنشطة والفعاليات والبرامج الثقافية.
- التواصل مع المجتمع المحلي والمساهمة بتنميته ثقافياً واجتماعياً.
- المساهمة والمشاركة في النشاطات الاجتماعية والثقافية للمجتمع المحلي.
- لإقامة المهرجانات الفنية الغنائية مع مشاركة فنانين عرب وأردنيين وعرض مسرحيات فنية أردنياً وعربياً ودولياً.

## وصلات خارجية
- الموقع الرسمي - نسخة مؤرشفة